# The Immigrant
Pour plus de détails, voir Fiche technique et Distribution.
The Immigrant est un film américain réalisé par James Gray, sorti en 2013. Le film est présenté en compétition officielle au festival de Cannes 2013.

## Synopsis
New York, 1921. Ewa et sa sœur Magda, qui émigrent de Pologne, débarquent à Ellis Island, la Terre promise au fond des yeux. Mais Magda, tuberculeuse, est aussitôt placée en quarantaine, avant son expulsion programmée, au grand désespoir d’Ewa, qui jure de la sortir de là. Seule et désemparée, celle-ci est abordée par Bruno Weiss, un proxénète, homme tout à la fois providentiel et vénéneux, qui lui propose du travail en échange de la libération de sa sœur. Pour sauver Magda, Ewa, la catholique, consent alors à se prostituer avant qu’Orlando, illusionniste et cousin de Bruno, ne fasse renaître en elle un espoir, sous le regard fou de jalousie du souteneur.

## Fiche technique
- Titre original : The Immigrant
- Titres provisoires : Low Life puis Nightingale[1]
- Réalisation : James Gray
- Scénario : James Gray et Ric Menello
- Musique : Christopher Spelman
- Photographie : Darius Khondji
- Montage : John Axelrad
- Décors : Happy Massee
- Direction artistique : Pete Zumba
- Production : James Gray, Anthony Katagas, Greg Shapiro, Christopher Woodrow

Producteurs délégués : Maria Cestone, Molly Conners, Vincent Maraval, Agnès Mentre, Hoyt David Morgan, Sarah Johnson Redlich
- Sociétés de production : Worldview Entertainment, Kingsgate Films, Keep Your Head Productions
- Distribution :  Wild Bunch,  The Weinstein Company
- Genre : drame
- Durée : 120 minutes
- Budget : 16 500 000 $
- Dates de sortie[1] : 
  -  France : 24 mai 2013 (Festival de Cannes 2013)
  -  France : 27 novembre 2013
  -  États-Unis : 16 mai 2014

## Distribution
- Marion Cotillard (V. F. : elle-même) : Ewa Cybulska
- Joaquin Phoenix (V. F. : Jean-Michel Fête) : Bruno Weiss
- Jeremy Renner (V. F. : Nicolas Briançon) : Orlando le Magicien
- Dagmara Dominczyk (V. F. : Catherine Wilkening) : Belva
- Angela Sarafyan : Magda Cybulska
- Jicky Schnee : Clara
- Aam Rothenberg : Officier DeKeiffer
- Antoni Corone (en) : Thomas MacNally
- Maja Wampuszyc (en) : Tante Edyta
- Ilia Volok (en) : Voytek
- Dylan Hartigan : Roger
- DeeDee Luxe : Bandits Roost Tart
- Gabriel Rush : Livreur
- Kevin Cannon : Missionnaire

Source et légende : Version française (V. F.) sur le site d’AlterEgo (la société de doublage)

## Accueil

### Accueil critique
Le site américain Rotten Tomatoes propose un score de 85 % et une note moyenne de 7,50/10 à partir de l'interprétation de 114 titres de presse. Sur Metacritic, il obtient une note moyenne de 77⁄100 pour 34 critiques. En France, le site Allociné propose une moyenne de 3,7⁄5, après avoir recensé 29 critiques de presse.
Le Figaro Magazine note qu'« en s'attaquant pour la première fois à un sujet historique, James Gray signe un drame en demi-teinte. L'esthétique est toujours irréprochable […] et sa direction d'acteurs permet à Marion Cotillard d'affronter sans rougir Joaquin Phoenix, mais il manque à cette tragique histoire l’émotion à laquelle le cinéaste nous avait habitués ».

### Box-office
Pour son premier week-end d'exploitation en France, The Immigrant réalise 146 077 d'entrées et figure à la cinquième place du box-office derrière La Reine des neiges (146 761) et devant Avant l'hiver (144 290). Au bout de 11 semaines d'exploitation, le film cumule 322 576 entrées.
| Pays ou région | Box-office      | Date d'arrêt du box-office | Nombre de semaines |
| -------------- | --------------- | -------------------------- | ------------------ |
| France         | 322 576 entrées | 12 février 2014            | 11                 |
| Total mondial  | -               | -                          | -                  |

## Bande originale
| Titre                           | Auteur                                              | Interprète                                              |
| ------------------------------- | --------------------------------------------------- | ------------------------------------------------------- |
| Buffalo Girls                   | Morrie Morrison                                     | The Morrie Morrison Orchestra                           |
| A Rag-Time Episode              |                                                     | Fred Van Eps                                            |
| La Rondine (Act III)            | Giacomo Puccini                                     |                                                         |
| Accordion Polka                 | Dory Bavarsky                                       | Josh Winget                                             |
| Sing That Melody                | Keith Nichols                                       |                                                         |
| Funeral Canticle                | John Tavener                                        | George Mosley, Paul Goodwin et Academy of Ancient Music |
| La Rondine (Act III)            | Giacomo Puccini                                     | Joseph Calleja                                          |
| Old Folks at Home               | Morrie Morrison                                     | The Morrie Morrison Orchestra                           |
| The Gypsy In Me                 | Ken Morrison                                        | The Morrie Morrison Orchestra                           |
| The Voyage of The Nancy Lee     | H.O. Morrison                                       | The Morrie Morrison Orchestra                           |
| Ma Mere L'Oye                   | Maurice Ravel                                       |                                                         |
| Jazz Piano Rag                  | Richard Geere                                       | Richard Geere                                           |
| Il Trovatore                    | Giuseppe Verdi                                      |                                                         |
| La Fanciulla Del West           | Giacomo Puccini, Guelfo Civinini et Carlo Zangarini |                                                         |
| Die Walküre (début de l'acte I) | Richard Wagner                                      |                                                         |

## Distinctions

### Récompenses
- Boston Society of Film Critics Awards 2014 : meilleure actrice pour Marion Cotillard (également pour Deux jours, une nuit)
- New York Film Critics Circle Awards 2014 :
  - Meilleure actrice pour Marion Cotillard (également pour Deux jours, une nuit)
  - Meilleure photographie pour Darius Khondji
- Toronto Film Critics Association Awards 2014 : meilleure actrice pour Marion Cotillard

- National Society of Film Critics Awards 2015 :
  - Meilleure actrice pour Marion Cotillard (1re place, également pour Deux jours, une nuit)
  - Meilleure photographie pour Darius Khondji (2e place)

### Nominations et sélections
- Festival de Cannes 2013 : En compétition pour la Palme d'or
- Festival du film de New York 2013

- Film Independent's Spirit Awards 2015 :
  - Meilleure actrice pour Marion Cotillard
  - Meilleure photographie pour Darius Khondji
- Vancouver Film Critics Circle Awards 2015 : meilleure actrice pour Marion Cotillard